# Damián Pachón Soto
Damián Pachón Soto (Líbano, Tolima, 19 de julio de 1979) Es un filósofo, escritor e investigador colombiano que aborda temas referentes a la filosofía política, filosofía latinoamericana,  pensamiento colombiano, la teoría decolonial y algunos autores del llamado marxismo occidental. Su perspectiva filosófica apunta a la transdisciplinariedad gestando diálogos con la historia, sociología, la critica cultural y el trabajo social. Así plantea la propuesta de una filosofía subversiva, atenta a los problemas del presente, que participa de los debates públicos y comprometida-en la medida de sus posibilidades, con el cambio social. En esta propuesta toma elementos del sociólogo colombiano Orlando Fals Borda.

## Trayectoria
Este filósofo colombiano estudió derecho en la Universidad Nacional de Colombia, lugar en el que fue influido por el pensamiento de Darío Botero Uribe quien lo llevó a tomar el camino de la filosofía. Igualmente, allí se interesó por la filosofía latinoamericana gracias al destacado maestro Pablo Guadarrama González. En el 2009 desarrolló sus estudios de maestría en filosofía latinoamericana en la Universidad Santo Tomás y en el 2017, en esta misma universidad, terminó su doctorado en filosofía con su trabajo sobre Francis Bacon publicado con el nombre “El imperio humano sobre el universo, La filosofía natural de Francis Bacon”.
En el campo de la filosofía política, se ha ocupado de autores como Herbert Marcuse y Antonio Gramsci, rescatando su pensamiento crítico y sus aportes para el cambio social.  La crítica de la sociedad capitalista unidimensional y la necesidad de la disputa del sentido común, por medio de la batalla cultural por una nueva hegemonía, como exigencias de una transformación social, son sus apuestas principales. 
En el campo de la filosofía latinoamericana y el pensamiento colombiano, se ha dedicado a rescatar la tradición intelectual, la misma que forma el campo filosófico desde el cual se piensa en el presente. Sostiene que el rescate de esa tradición, de las apuestas del pasado, sus utopías, luchas y protagonistas, deben rescatarse y ponerse actuar en la actualidad en la medida en que ese pensamiento sea vigente. Esos pasados actuantes, proyectivos, no son obsoletos y también tienen un porvenir en un mundo convulso como el actual. En esta misma línea, el filósofo colombiano es uno de los referentes del pensamiento decolonial, al cual dedicó su libro Superar el complejo de hijo de puta. Para una introducción al pensamiento decolonial (Bogotá, Desde abajo, 2023). Allí llama a superar el complejo de inferioridad epistémico y las herencias coloniales de larga duración. Estas reflexiones las continua en su más reciente texto Herencias coloniales de larga duración y decolonialidad, publicado por la Universidad Industrial de Santander, Colombia, 2025, libro en el cual se ocupa del pensamiento y la investigación situados y otros aspectos epistemológicos de interés para las ciencias sociales.  
El profesor Damián Pachón es, en este campo, especialista en el pensamiento del crítico y filósofo colombiano Rafael Gutiérrez Girardot, y en el de la filósofa española María Zambrano a la cual dedicó su libro La filosofía y las entrañas. El pensar viviente de María Zambrano (2a ed., 2022).  
También se dedica a la divulgación de la filosofía en el espacio público, siendo columnista en "Le Monde diplomatique", edición Colombia y en El Espectador donde actualmente publica un blog llamado "Filosofía y coyuntura". En esta línea divulgativa publicó sus obras Esbozos filosóficos I, II, III, Filosofía para profanos y Política para profanos con fines propedéuticos. A esta serie de publicaciones pertenece su reciente libro La modernidad filosófica española y su influencia en la filosofía latinoamericana (2025), que busca dar a conocer en los Departamentos de Estudios Hispánicos de Japón parte del proceso filosófico hispanoamericano.
Actualmente es profesor en la Escuela de Trabajo Social de la Universidad Industrial de Santander y profesor visitante del Departamento de Estudios Hispánicos de la Universidad de Estudios Extranjeros de Kobe (Japón). Es miembro de la Sociedad Colombiana de Filosofía. En el año 2020 hizo parte de la colección Futuro en Tránsito de la Comisión de la Verdad, escribiendo uno de los tres ensayos sobre la palabra "incertidumbre". Dentro de su obra, se destacan sus estudios sobre el pensamiento colombiano volumen I y volumen II en los que realiza una revisión crítica de la forma cómo se ha forjado el pensamiento en Colombia, partiendo de la colonia, pasando por la república hasta el siglo XX.
Desde el punto de vista metodológico, Pachón aborda la tradición desde la perspectiva de una “Historia social de la filosofía” donde analiza la producción, circulación y consumo del pensamiento filosófico, atendiendo a temas como el proceso de occidentalización, la recepción, los aspectos sociales, el eurocentrismo, la decolonialidad, la formación del campo filosófico y los soportes materiales del pensamiento. Esta metodología aplicada a la filosofía tiene influencias de la Historia social de la literatura del gran critico literario y filósofo Rafael Gutiérrez Girardot y de la Historia social del conocimiento de Peter Burke.  
Además de las obras relacionadas abajo, el autor ha publicado las siguientes:     

## Obras
- Política para profanos. Universidad Industrial de Santander, 2022.[11]
- Esbozos Filosóficos III. De pensadores y sus ideas. Bucaramanga, Colección Nuevas Ideas, 2022.[12]
- La Filosofía y las entrañas. El pensar viviente de María Zambrano. Bogotá, Ediciones Desde abajo, (1.ª ed., 2011; 2.ª ed., 2022).[13]
- Antonio Gramsci y el Trabajo Social. Elementos para un diálogo pendiente.  Bucaramanga, Universidad Industrial de Santander, 2021.[14]
- Estudios sobre el pensamiento colombiano, volumen II, Bogotá, Ediciones Desde abajo, 2020.[15]
- El imperio humano sobre el universo. La filosofía natural de Francis Bacon, Bogotá, Ediciones Desde abajo, 2019.[16]
- Filosofía para profan@s. Una guía para profesores y estudiantes. Bogotá, Ediciones Desde abajo (2018, 1.ª reimp., 2019).[17]
- Crítica, psicoanálisis y emancipación. El pensamiento político de Herbert Marcuse, 2a ed. Universidad Santo Tomás, 2016.[18]
- Filosofía y prensa en Colombia, Universidad Santo Tomás, 2016.[19]
- Estudios sobre el pensamiento Filosófico Latinoamericano, Ediciones Desde abajo, 2015.[20]
- Preludios Filosóficos a Otro mundo posible (Prólogo de Horacio Cerutti Guldberg), Bogotá, Ediciones Desde abajo, 2013.[21]
- La concepción de Hispanoamérica en Rafael Gutiérrez Girardot, Bogotá, Universidad Santo Tomás, 2010.[22]
- Estudios sobre el pensamiento colombiano, Vol., 1, Bogotá, Ediciones Desde abajo, 2011.[15]
- Esbozos filosóficos I. Trasegares. (1.ª ed., 2006; 2.ª edición, 2010). Bogotá, Universidad Santo Tomás.[23]
- Filosofía vitalista y economía solidaria, Bogotá, Produmedios, 2006.[24]